# Robert Geraint Gruffydd
Robert Geraint Gruffydd, FLSW, FBA, también conocido como R. Geraint Gruffydd (9 de junio de 1928 - 24 de marzo de 2015) fue un profesor y erudito en lengua y literatura galesas que presidió la Biblioteca Nacional de Gales entre 1980 y 1985.

## Biografía
Gruffydd nació el 9 de junio de 1928 en Tal-y-bont, Bangor, Gales. Cursó sus estudios terciarios en la Universidad de Bangor y en el Jesus College de Oxford. De 1970 a 1979 fue profesor de lengua y literatura galesas en la Universidad de Aberystwyth. 
Entre 1985 y 1993 fue director del Centro de Estudios Avanzados Galeses y Celtas. En 1993 se convirtió en profesor emérito y ejerció la presidencia del Congreso Internacional de Estudios Celtas hasta el 2003. Asimismo, fue vicerrector de la Universidad de Aberystwyth. En 1999 sucedió al profesor J. E. Caerwyn Williams como asesor de edición en Geiriadur Prifysgol Cymru.

## Homenajes
Gruffydd fue elegido miembro de la Academia Británica (FBA) en 1991 y fue miembro fundador de la Sociedad Científica de Gales.